# La Libertad (département)
Pour les articles homonymes, voir La Libertad.
Le département de La Libertad (en espagnol : Departamento de La Libertad qui signifie en français La Liberté) est l'un des 24 départements du Pérou.
Le département a été créé le 12 février 1821, sa capitale est la ville de Trujillo, troisième ville du pays par sa population après Lima la capitale du pays et Arequipa.
Située au nord-ouest du Pérou, le département de La Libertad est le seul qui recouvre les trois milieux du pays : côte, montagne et forêt amazonienne.
Le département couvre une superficie de 25 500 km2. Il est limité au nord par le département de Lambayeque, au sud par le département d'Ancash et le département de Huánuco, à l'est par le département de San Martín et le département de Cajamarca, à l'ouest par l'océan Pacifique.
Ses vallées côtières sont comme des oasis dans le désert, ceci grâce à l'irrigation. Le département s'étend à l'est jusqu'à la vallée du Marañón. La mer est riche en vie marine grâce au courant de Humboldt.
Le port principal de la région est Salaverry, l'un des plus grands ports du Pérou. C'est le 9e plus petit département du Pérou, mais c'est aussi le 2e département le plus peuplé après Piura et le 2e le plus densément peuplé après Lambayeque.

## Toponyme
Le nom de La Libertad fut donné au département (anciennement connu sous le nom de « département de Trujillo ») par la loi du 9 mars 1823, reconnaissant la région comme étant « la première où l'indépendance fut proclamée, et qui fut le refuge des patriotes à deux reprises », car sa capitale Trujillo fut « l'endroit où El Libertador lança sa célèbre Campagne Libératrice ».

## Histoire
D'après les recherches archéologiques, le département est peuplé depuis douze mille ans. On y a trouvé les vestiges des cultures Cupisnique, Salinar, Virú, Mochica, Sicán, Chachapoyas et Chimú.

### Période précolombienne

#### L'Homme de Paiján

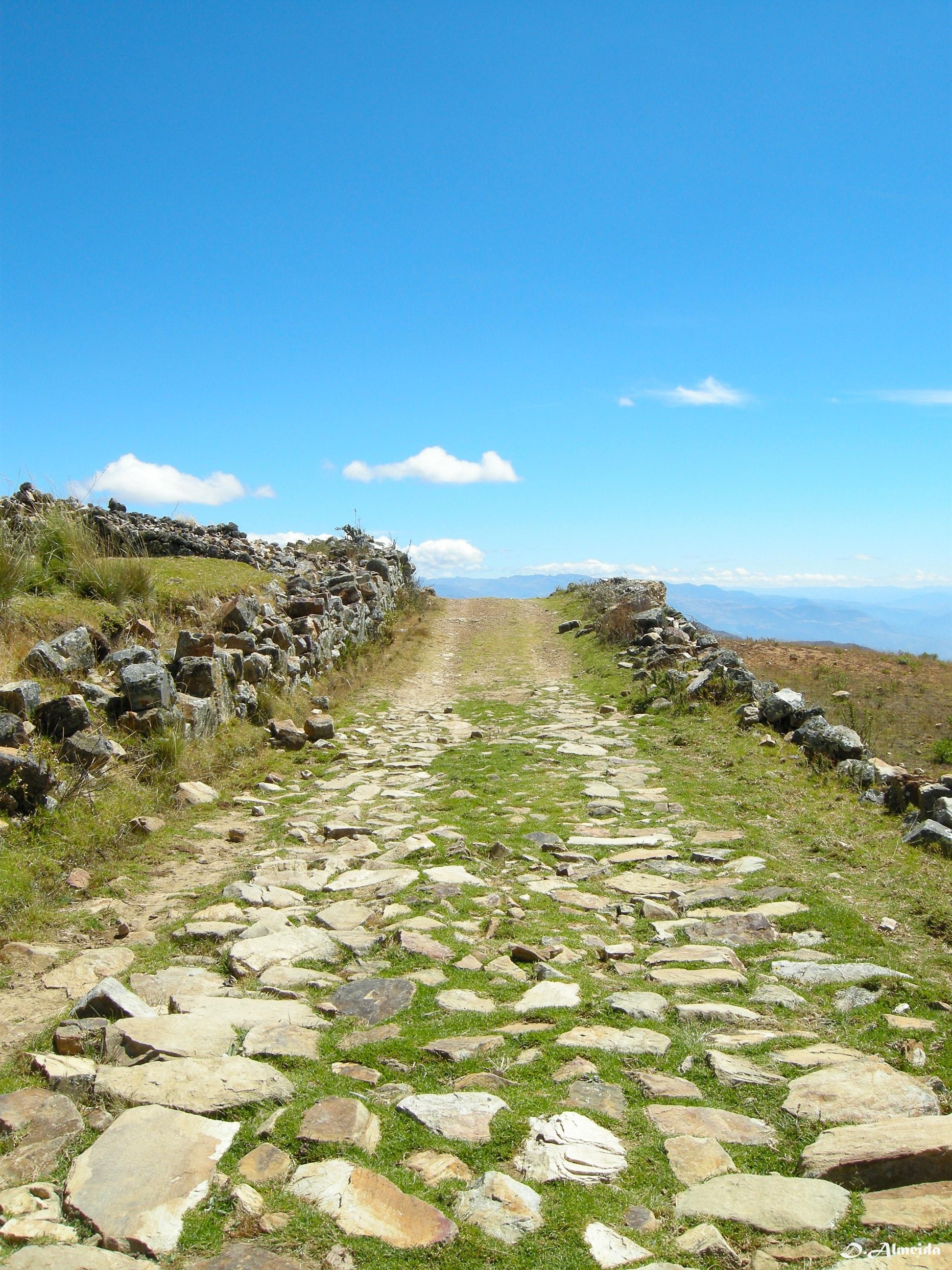
Chemin à Marcahuamachuco près de Huamachuco, province de Sánchez Carrión.

Les plus anciens vestiges de la présence de l'homme à La Libertad se trouvent sur le site archéologique de Paiján (es) près du village homonyme, situé entre les vallées du Virú et du Pacasmayo.
La technique lithique de  l'homme de Paiján a influencé celles de Piura au nord et d'Ica au sud, c'est l'influence de ce qui est appelé la tradition Paijense. En 1975, l'archéologue français Claude Chauchat a découvert les squelettes d'un enfant et d'une femme enterrés là il y a 10 000 ans. Ce sont les plus anciens restes fossiles de la côte du Pérou. Des pointes de projectiles trouvées suggèrent que l'homme de Paiján avait initialement une prédilection pour la chasse, mais qu'au fil des ans en observant les facilités que la pêche lui offrait, il tourna son regard vers la mer, ce qui resta sa plus grande ressource jusque vers 5000 av. J.-C.

#### L'Homme de Huaca Prieta
Découvert par l'archéologue américain Junius Bouton Bird à Chicama (province d'Ascope), le site de la Huaca Prieta appartient à la période précéramique avec une ancienneté de 4 500 ans. Les occupants étaient des sédentaires qui cultivaient des haricots, des citrouilles, du piment, de la courge, de la canne à sucre. Ils construisaient des cabanes semi-enterrées, avec de petits murs de pierre et des os de baleine, pratiquaient la pachamanca (cuisson à l'étouffée) et l'asado (le rôtissage). Un tissu représentant un condor a été trouvé, ce qui fait considéré son créateur comme le premier tisserand du Pérou.

#### Influence Cupisnique
La culture Cupisnique - appelée ainsi à partir des études de céramiques menées par l'archéologue péruvien Rafael Larco Hoyle (1901-1966) pour la différencier de celle de Chavín - s'est développée entre 1100 av. J.-C. et  200 av. J.-C.. sur la côte de La Libertad, de la province de Virú jusqu'au département de Lambayeque. Son architecture cérémonielle se caractérise par des plates-formes rectangulaires basses avec des enceintes dans la partie supérieure et un patio avant, des constructions en forme de "U" et des plates-formes circulaires avec des patios. 

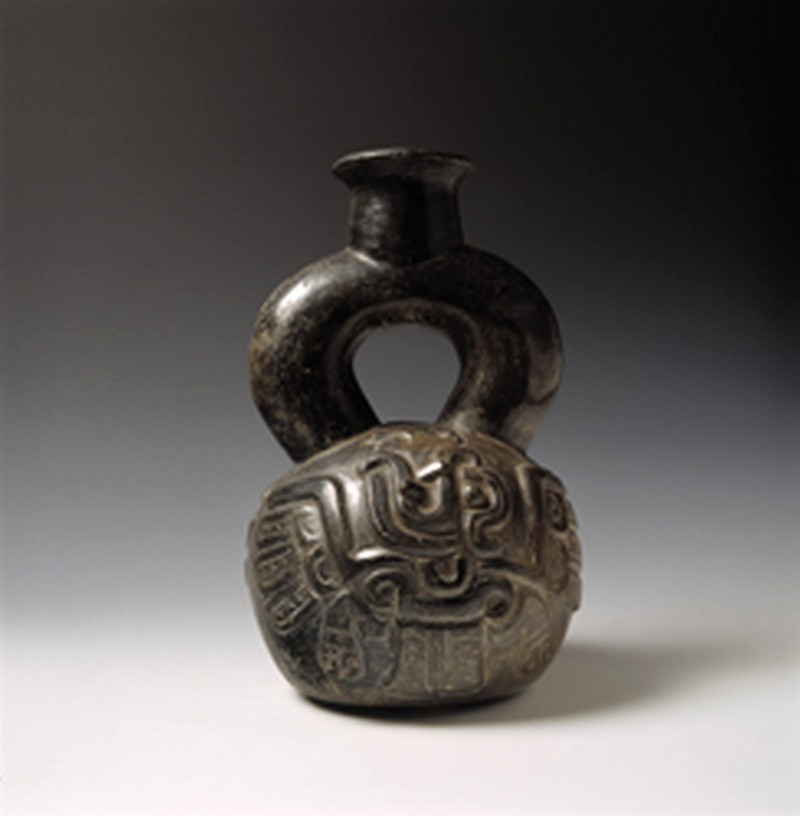
Exemple de l'art cupinisque.

Les principaux centres archéologiques trouvés à La Libertad de cette culture sont des constructions en pisé et en pierre ornés de  sculptures en pisé et de décorations en bas-relief sur les murs et les colonnes des bâtiments.
Les divinités Cupisnique étaient anthropomorphes (mi-homme, mi-animal) avec des visages aux crocs et aux yeux menaçants.

#### Influence Chavín
La culture Chavín découverte par Julio César Tello (1880-1947) qui l'appelait "culture matricielle" avait son centre dans la province de Huari dans le département d'Ancash, son influence s'est fait sentir à La Libertad entre 1300 av. J.-C. et 200 apr. J.-C. ce qui est démontré par les céramiques et les artéfacts trouvés dans les Andes de La Libertad grâce à leur style clairement Chavín.

#### L'art Moche ou "art de l'or"
La civilisation Moche (ou Mochica) s'est développé entre 100 apr. J.-C. et 700 apr. J.-C. À La Libertad, son centre principal était situé dans la vallée du fleuve Chicama, mais son influence s'étendait au sud jusqu'au río Santa et au nord jusqu'au río Piura. Son origine encore mal définie montre une affinité avec les cultures Cupisnique et Chavín.
Les constructions des Moche étaient des bâtiments complexes, tels que les pyramides du Soleil et de la Lune situées à 5 km au sud de Trujillo, qui avaient des fins cérémonielles et administratives. Ils maîtrisaient une ingénierie hydraulique avancée qui leur a permis de développer une économie agricole importante avec les aqueducs d'Ascope et de La Cumbre, qui sont toujours utilisés à ce jour. L'art de la céramique et la métallurgie sont les expressions les plus remarquables des Moche. Ils avaient atteint le plus haut niveau de sophistication technologique au Pérou et dans le monde préhispanique de l'époque.

#### Les Huari à La Libertad
L'empire Huari s'est développé de 500 à 1200 apr. J.-C. dans la moitié nord-est du Pérou actuel, cette vaste zone englobait le département actuel de La Libertad. Vers 600 les Huari y ont fondé des « chefs-lieux de région » qui ont permis à un gouvernement décentralisé de contrôler et de dominer sa population, comme Viracochapampa, dans le district de Huamachuco, province de Sánchez Carrión.
Le déclin des Huari dans la région est probablement venu avec l'invasion d'un peuple appelé Yarovilcas ou des Chancas vers 900.

#### Les Chimú
Les Chimú ont développé leur "Royaume de Tacainamo" entre 1000 et 1470 sur le même territoire que les Mochicas occupaient deux siècles auparavant. Ce territoire allait du département de La Libertad au département de Tumbes au nord et au sud jusqu'au río Chillón à la limite nord de la province actuelle de Lima.

Leur principal centre était Chan Chan au nord de l'actuelle capitale départementale, Trujillo. Avec une superficie de 20 km2 Chan Chan était la plus grande ville de l'ère précolombienne en Amérique du Sud et la plus grande ville du monde construite en adobe. 
Les édifices de Chan Chan sont ornés de motifs stylisés représentant des poissons, des crabes, des tortues de mer, des mollusques comme les Spondylus, des pélicans et des filets de pêche ce qui s'explique par le fait que le site, contrairement à la plupart des ruines côtières du Pérou, est très proche de l'Océan Pacifique.

### Empire inca

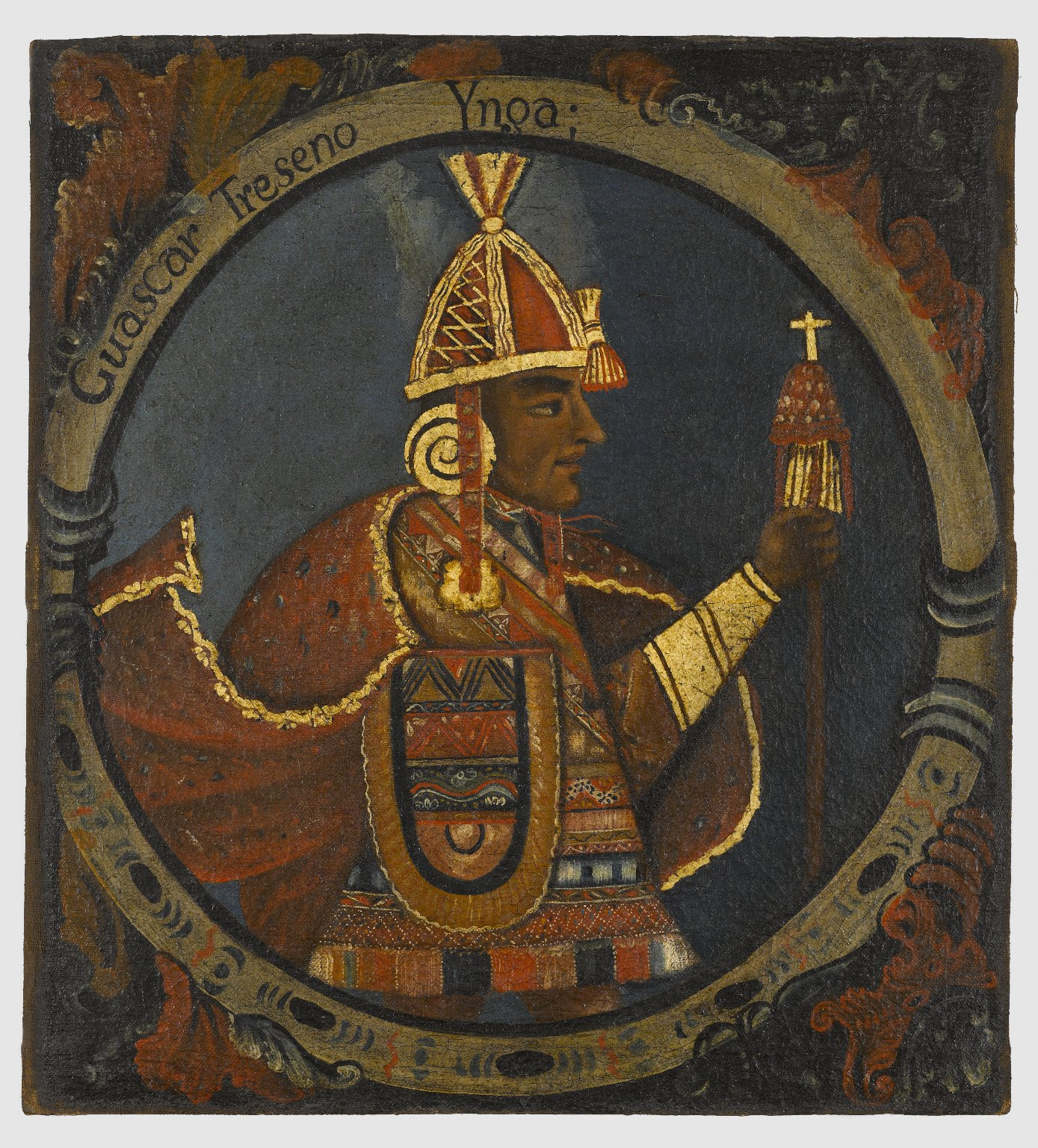
Portrait de Huascar.

En 1470, l'empire Inca avait conquis de nombreux territoires dans les hautes terres du nord et de l'est y compris l'actuelle Bolivie, ainsi que toute la côte sud avec une partie du Chili actuel. La côte nord, restait sous le pouvoir d'un monarque puissant, qu'ils appelaient Chimú Capac Minchancaman, peu disposé à céder le moins du monde aux prétentions de l'Inca Pachacutec (~1400-1471).

Après une longue guerre d'usure, des revers et des victoires provisoires de part et d'autre, c'est Tupac Yupanqui (~1441-1493) avec le soutien des Chancas et d'anciens ennemis des Chimú, les Cuismanco et les Chuquismanco., qui renverse la situation.

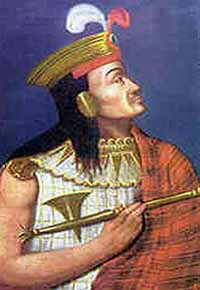
Atahualpa (~1500-1533) assassiné par les Espagnols.

La succession du territoire gouverné par Minchancaman à l'époque de la conquête de l'Empire Inca, fut d'abord confié au fils de Minchancaman, qui épousa une fille de Pachacútec.
Des décennies plus tard, lorsque Huayna Cápac (~1467-1527) était empereur, une rébellion a éclaté et Chan Chan a été incendiée et ses canaux d'irrigation détruits.
Après cela, la plupart de ses habitants l'ont abandonné et la population a été réduite à cinq ou dix mille personnes. Lorsque les Espagnols sont arrivés en 1534, c'était une ombre du passé.
Pendant le règne impérial, la région de La Libertad n'avait presque aucune présence inca. Elle faisait partie du Chinchay Suyu l'un des quatre suyus de l'empire Inca (Tahuantinsuyo) qui s'étendait à l'Équateur et à la Colombie actuels. La Libertad comprenait une partie du chemin de l'Inca - le Qhapaq Ñan - qui traverse ses provinces andines actuelles, venant de Huaylas en direction de Cajamarca et qui reliait Cuzco la capitale impériale à Quito.
La domination inca à La Libertad a pris fin lorsque les Espagnols sont arrivés et ont fait prisonnier puis assassiné l'empereur Atahualpa à Cajamarca en 1533, conquête consolidée par la fondation de Trujillo par Diego de Almagro en 1535.

### Période coloniale espagnole

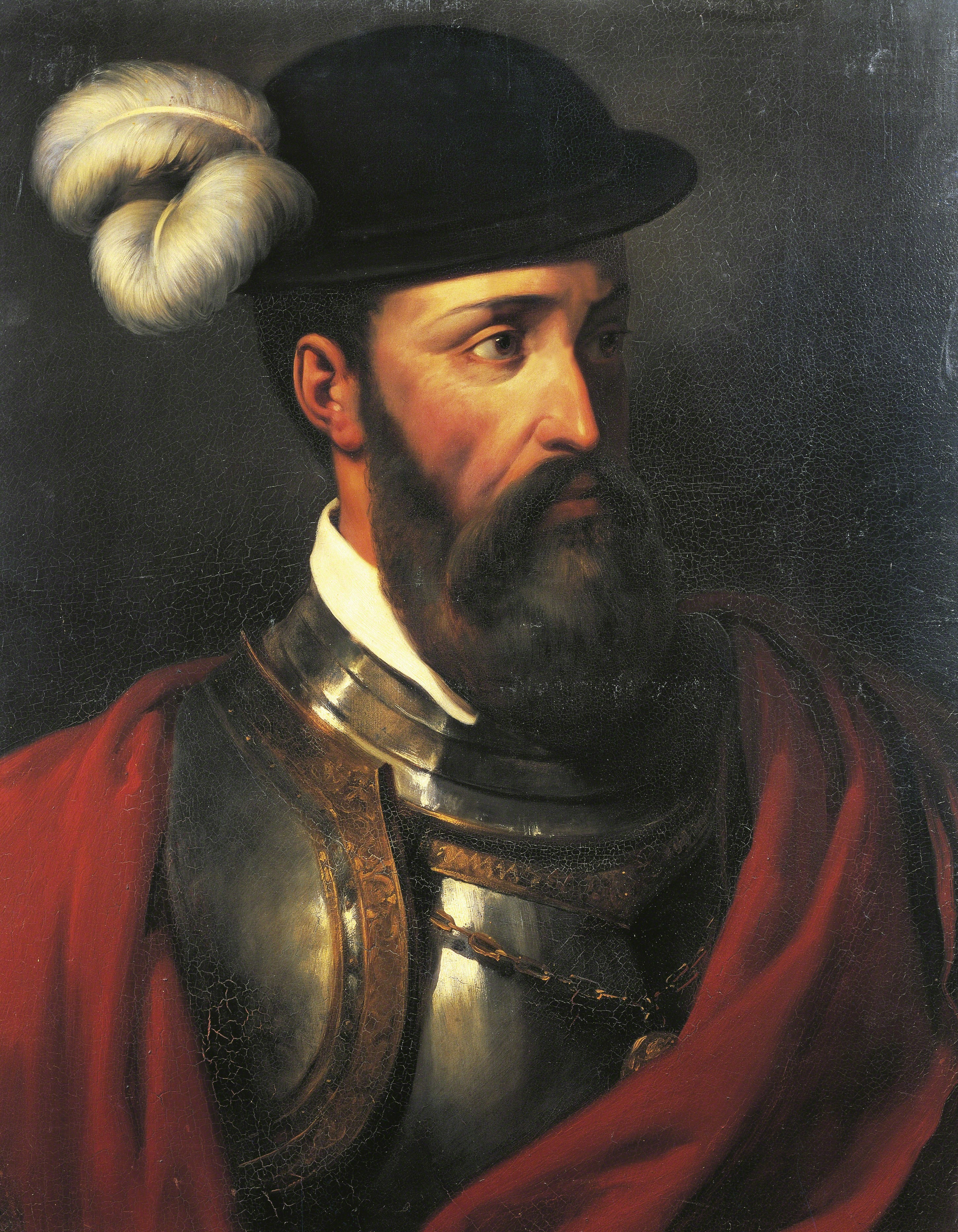
Francisco Pizarro.

Longtemps après l'arrivée le 12 octobre 1492 de Christophe Colomb en Amérique, Francisco Pizarro, Diego de Almagro et l'ecclésiastique Hernando de Luque (?-1533) forment en 1524 une expédition dirigée vers le sud du Panama. En 1528, ils arrivent au Pérou et en 1533, ils capturent et assassinent l'empereur inca Atahualpa. Son empire est désormais aux mains des Espagnols.
Le 6 décembre 1535, Diego de Almagro fonde la ville de Trujillo de Nueva Castilla en l'honneur de la ville natale de Francisco Pizarro (Trujillo en Espagne). La ville se peuple de propriétaires terriens et devient l'une des villes les plus importantes de la vice-royauté du Pérou. La population, est divisée en classes sociales ; la noblesse formée principalement d'Espagnols ; la classe moyenne composée d'Espagnols et de Créoles ; puis les métis et amérindiens. Les propriétaires terriens se répartissent sur tout le littoral et les hauteurs andines de l'actuel département de La Libertad.
Lorsque le vice-roi Francisco de Toledo, le 22 décembre 1574, réorganise les cantons d'Indiens (ou indigènes), créés par le gouverneur Lope García de Castro (es) (1516-1576) en 1565, il crée les cantons de Cajamarca, Chicama et Chimo ou Chiclayo, Piura et Paita, Santa et Saña qui dépendaient du Corregimiento de Trujillo et les cantons de Cajamarquilla, de Los Pacllas, de Luya et Chillaos qui dépendaient de celui de Chachapoyas, tous sont sous l'autorité de la Real Audiencia de Lima.

En 1611, Los Pacllas est annexé à Chachapoyas, en 1635 Chicamo (ou Cliclayo) est annexé à Saña et en 1773 Luya, Chillaos et Lamas sont annexés à Chachapoyas.

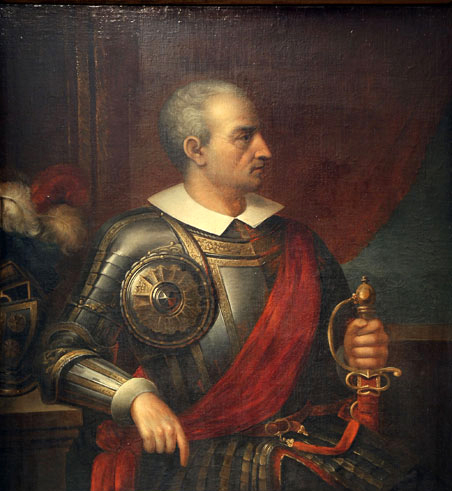
Diego de Almagro, fondateur de Trujillo.

Le 24 mars 1614, l'évêché de Trujillo est établi avec les diocèses de Trujillo, Cajamarca, Cliclayo, Piura et Paita, Saña, Cajamarquilla, Los Pacllas, Luya et Chillaos, et Jaén de Bracamoros. En 1759 la ville de Huamachuco est formée à partir de celle de Cajamarca.

### Dans l'intendance de Trujillo
Les corregimientos (communes) sont supprimés en 1784, par le roi Charles III (1759-1788) et deviennent des parties des intendancias.
Le système d'intendance a été établi dans la vice-royauté du Pérou par l'arrêté royal du 5 août 1783, en application de l'ordonnance royale du 28 janvier 1782 qui désignati les intendants. Le premier à Trujillo fut Fernando de Saavedra, qui prit assura cette fonction de 1784 à 1791, nommé par le vice-roi sur proposition du visiteur général Jorge Escobedo y Alarcón (es) (1743-1805) et approuvé par le roi le 24 janvier 1785.
L'intendance de Trujillo englobant presque tout le nord du Pérou actuel était la plus grande de la vice-royauté du Pérou dont le gouvernement siègeait à Lima.
Après Fernando Saavedra de 1784 à 1791, vinrent Vicente Gil de Taboada (1791-1805 et 1810-1820), Felice del Risco y Torres (1805-1810) et le marquis de Torre Tagle (1820), qui a mené l'e territoire à  l'indépendance.
À cette époque, les séminaires San Carlos et San Marcelo fonctionnaient à Trujillo, où Toribio Rodríguez de Mendoza, précurseur de l'indépendance du Pérou, fit ses études.
Le transfert de la capitale à Lima et la nécessité de resserrer les liens avec l'Espagne ont accru l'importance des villes situées sur la côte. La communication avec l'Espagne s'effectuait par voie maritime. Les navires qui partaient de Lima avaient Panama comme destination. Le long de leur itinéraire, les ports du département de La Libertad, Huanchaco et Paita sont devenus importants, indispensables à l'approvisionnement des navires et l'embarquement des cargaison et des passagers.
Le mouvement économique de l'époque tournait autour de la production de Trujillo et de ses environs immédiats : sucre, peaux, céréales, farine et élevage porcin. De Trujillo, vers Lima et le reste du pays, du cuivre, du vin, de la liqueur en cruches, du bois, du miel de canne et du riz étaient transportés. Au cours de ces siècles, Trujillo était considérée comme le grenier du Pérou et est devenue la ville la plus importante du nord du Pérou. Cette prééminence régionale s'est accrue après la destruction de Zaña, à la suite d'une inondation, le 15 mars 1720.

### L'indépendance
L'agitation réformiste fut pendant longtemps le fait de nombreux patriotes désireux de changer le système colonial injuste existant en Amérique. Elle a commencé à la fin du XVIIIe siècle à la suite de la prise de conscience des idéaux de l'indépendance ; lutte contre le système de gouvernement absolutiste, l'absence des droits humains fondamentaux, inégalités sociales et économiques, travail forcé, l'esclavage, abus, ... imposée par l'Espagne. 

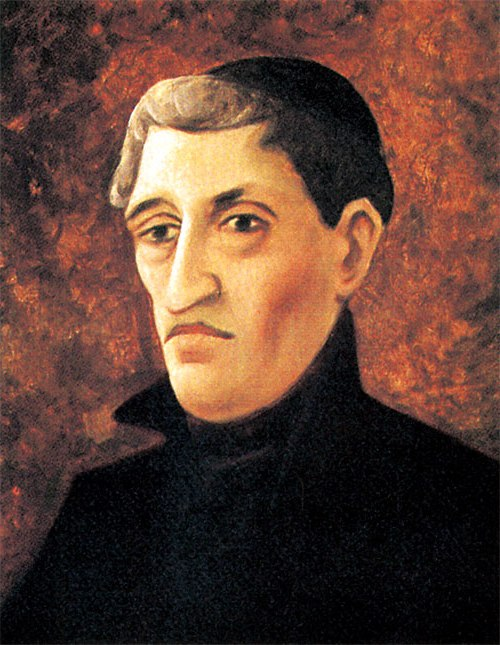
Toribio Rodríguez de Mendoza, précurseur de l'indépendance.

Le père et éducateur péruvien Toribio Rodríguez de Mendoza (es) (1750-1825), par ses écrits et son influence sur ses étudiants du collège séminaire San Carlos et San Marcelo de Trujillo, fut l'un des précurseurs de l'indépendance.
Ces idées libertaires forgées en Europe à la fin du XVIIIe siècle et au début du XIXe siècle ont trouvé un écho positif dans le nord du Pérou et particulièrement dans la population de Trujillo, composée d'indigènes, de métis, de créoles, d'espagnols et de noirs, qui constituaient à cette époque un puissant pouvoir, culturel, religieux, politique, social et économique.
Après le débarquement du général José de San Martín à Paracas, le 8 septembre 1820, le marquis José Bernardo de Tagle, maire de Trujillo depuis le 24 août de la même année, a mené un mouvement séparatiste qui a abouti à la déclaration d'indépendance le 24 décembre lors d'une séance publique à l'Hôtel de Ville et sa proclamation le 29 du même mois. Ainsi, Trujillo fut la première ville du Pérou où la rupture avec l'Espagne fut formellement proclamée avant qu'elle le soit pour tout le Pérou le 28 juillet 1821 à Lima.
L'importance de la région de Trujillo dès l'aube de l'indépendance est remarquable. Elle comptait le plus grand nombre de représentants au Premier Congrès Constituant (15 sur 79), installé le 20 septembre 1822. C'était le siège du Congrès et du Gouvernement de la République dans la seconde moitié de 1823. C'était le siège de la première Cour suprême de justice installée par José Faustino Sánchez Carrión (es) (1787-1825).
Le 31 janvier 1822, le département reçut le titre de "Méritant et loyal à la patrie", puis le décret du 9 mars 1825 change le nom de la ville de Trujillo en Bolívar et enfin le département en La Libertad. Par la loi du 21 juillet 1827, le nom de Trujillo fut toutefois restitué à la ville après le retrait de Simón Bolívar du Pérou.
Pendant son séjour au Pérou (1er septembre 1823 au 4 septembre 1826), Bolívar, après avoir quitté Lima, s'installe à Trujillo et la nomme temporairement capitale du Pérou. Ensuite, depuis Huamachuco, il crée officiellement le 10 mai 1824 la première université de la république du Pérou : l'Université nationale de Trujillo.

### LeXIXesièclerépublicain
Ces événements ont transféré le poids socio-économique et politique que le nord du pays avait par rapport au centre et au sud, vers ces régions et surtout vers Lima. La meilleure conformation géographique et la répartition spatiale de la population du nord, avec de grandes extensions de terres cultivées, une chaîne de montagnes nettement plus basse en altitude et une plus grande mobilité des populations ont contribué à l'émergence d'économies locales et à l'affaiblissement du rôle de Trujillo.
Mais, le nord évolue lentement sur le plan économique, car l'élément central de l'économie nationale reste l'exploitation sans restriction des ressources naturelles : le minerai du Cerro de Pasco puis, dans la seconde moitié du XIXe siècle, le guano et le salpêtre.
La région ayant rempli un rôle important au moment de la vice-royauté et du début de la vie républicaine, perd ensuite cette capacité, ce qui se traduit par le démembrement successif de son territoire.
Ainsi, entre 1832 et 1874, l'intendance de Trujillo sera dépecée par la création des départements de Piura (qui donna naissance, à son tour, à celui de Tumbes), d'Amazonas et plus tard du Loreto, de San Martín, puis d'Ucayali, de Cajamarca et de Lambayeque. Il ne subsiste que La Libertad qui est restée, à partir de ces dates, pratiquement avec la dimension territoriale qu'elle a actuellement.
En près de 50 ans, La Libertad a perdu 90 % du territoire qu'elle possédait sous l'Intendancia et au début de la République. Les nouvelles routes maritimes, la révolution industrielle et les changements technologiques ont marqué le renforcement des centres situés au sud de Callao et le déclin de ceux situés au nord. Malgré cela, l'économie agraire des vallées côtières prenait une allure plus stable avec la spécialisation productive des zones de canne à sucre et de coton.
Dans la zone montagneuse, le caractère purement agricole et d'élevage de l'axe Cajamarca-Huamachuco est consolidé. La période de la guerre avec le Chili n'a pas seulement signifié la paralysie et la récession économique. Lors de l'invasion chilienne pendant cette guerre du Pacifique (1879-1884), la bataille de Huamachuco a été menée en corollaire de la campagne de Breña où le colonel Leoncio Prado (es) a été capturé et abattu.
Conséquence indirecte de la guerre, la propriété des plantations sucrières commença à se concentrer entre quelques mains. L'exportation de sucre ne retrouve son niveau que 10 ans après la fin de la guerre.
La « Reconstruction Nationale » est la période qui suit immédiatement la guerre avec le Chili où le Pérou a dû se relever des ruines de la guerre, reconstruire l'appareil d'État, essayer de surmonter la débâcle nationale. Sous le second gouvernement de Nicolás de Piérola de 1895 à 1899, une grande impulsion a été donnée à l'industrialisation de l'agriculture côtière, avec une forte présence de capitaux étrangers, faisant des terres la propriété de quelques-uns, ce qui a donné naissance à de grands domaines pour la production de sucre et coton. Ainsi se sont distingués les centres agro-industriels de Casa Grande (es) et Cartavio (es) dans la province d'Ascope à La Libertad.

### La Libertad auXXesiècle
Le début du XXe siècle trouve le Pérou et le département dans une croissance économique renouvelée et soutenue dans le domaine agricole, principalement au cours de la décennie qui a précédé la Première Guerre mondiale. La mécanisation est introduite, ce qui permet d'exploiter de grandes étendues de terres arables sur la côte. Pour ces raisons, la côte nord entame une période d'expansion agricole favorisée par son industrialisation, particulièrement évidente dans l'industrie sucrière. Jusqu'à la première décennie du XXe siècle, l'évolution économique des plantations de canne à sucre profite à Trujillo, dont l'économie, soutenue par le commerce, prospère grâce aux flux d'exportations et d'importations qui passent par le port de Salaverry.
La même chose se produit avec Ascope dans la vallée de Chicama, l'axe du commerce de la vallée et du commerce côte-sierra, car c'était le principal accès à Cajamarca et Trujillo. À son tour, la croissance économique de Casa Grande, la gestion des produits qu'elle importe et la concentration de la propriété des plantations affaiblissent l'importance d'Ascope, une ville qui voit son influence disparaître avec l'ouverture de la route panaméricaine.
La deuxième décennie du siècle a transformé les moyens de transport. La route panaméricaine, qui relie les économies locales de la côte et le développement du transport aérien, sont à l'origine de la consolidation du pouvoir centralisateur de Lima, de l'élimination fonctionnelle des ports et des criques, et de l'éclipse des villes qui ne reposaient pas sur ces nouveaux circuits de communication. Au cours des deux décennies suivantes, La Libertad a commencé à acquérir sa propre apparence, basée sur l'exploitation de la canne et la fabrication du sucre, pour laquelle la production des vallées de Moche et de Chicama a constitué l'élément principal dans la formation du PIB, suivie par la production minière de Lagunas Norte à Quiruvilca (cuivre, argent et zinc) dans la province de Santiago de Chuco.
La vallée de Jequetepeque, en particulier Guadalupe, spécialisée dans le riz, a soutenu une activité de meunerie à laquelle s'ajoute la production de ciment à Pacasmayo. D'autre part, la Sierra Liberteña, largement isolée, a conservé son rôle de fournisseur de produits de panification à emporter vers les villes du littoral. Une industrialisation naissante a eu lieu à Trujillo à la fin des années 1950, dans le cadre du modèle de substitution des importations appliqué dans le contexte national et sud-américain. L'augmentation des opportunités d'emploi observée dans ces circonstances est cependant rapidement dépassée par les attentes générées à Chimbote en raison de l'essor de la pêche à l'anchois et de la production de farine et d'huile de poisson. De même, la vision d'exportation agricole de la région se consolide avec l'introduction de nouveaux produits comme l'asperge. L'activité industrielle de Trujillo a donné à la ville, à partir des années 1960, sa propre dynamique productive, qu'elle n'avait pas eue jusqu'alors. La capitale de La Libertad a alors acquis une personnalité économique et productive propre.
À la fin des années 1960, la réforme agraire a eu lieu, dans le cadre des mesures du gouvernement militaire du général Juan Velasco Alvarado. La Libertad est alors le département qui a concentré la plupart des fermes, converties en coopératives avec les aspects positifs, mais surtout négatifs, de cette mesure.
Dans les années 1970 et suivantes, Trujillo a consolidé son image de métropole, en installant un large éventail d'entreprises industrielles stimulées par les politiques promotionnelles et protectionnistes de l'époque.

### Période contemporaine
Au XXIe siècle La Libertad consolide ses processus de concertation au niveau départemental et local, dans le contexte d'une renaissance de la démocratie et de l'impulsion renouvelée du processus de décentralisation. Cela lui permet dépasser progressivement ses problèmes de dichotomie côte-Andes par des plans efficaces et des propositions concrètes pour le présent et l'avenir immédiat, afin que le début du XXIe siècle conforte définitivement La Libertad en tant que région inscrite véritablement dans un processus de développement concerté.

## Géographie
Le département de La Libertad est situé dans la partie nord-ouest du Pérou. Au nord, il est limité par le département de Lambayeque, au sud par ceux  d'Áncash et de Huánuco, à l'est il est bordé par les départements de San Martín et de Cajamarca, à l'ouest avec la mer de Grau. Oasis dans le désert, ses vallées côtières sont fertiles, tout comme celles interandines.
Depuis la côte du Pacifique, le département s'étend vers l'est, avec des territoires baignés par le puissant río Marañón. Ses plages possèdent une grande richesse marine grâce au courant de Humboldt. Ses limites s'étendent des parallèles 6° 56' à 8° 58' de latitude sud et entre les méridiens 76° 54' et 79° 41' de longitude ouest.
La Libertad est le seul département du Pérou qui englobe les 3 régions naturelles nommées - selon la classification traditionnelle - localement Costa, Sierra et Selva et un débouché sur la mer. 
| Régions naturelles de La Libertad         |                                            |                                  |
|                                           |                                            |                                  |
| Littoral de Trujillo typique de la Costa. | Paysage andin à Huamachuco dans la Sierra. | Yanasara, village dans la Selva. |

Ces trois unités écologiques existantes à La Libertad sont désignées différemment selon trois classifications :
- Classification traditionnelle :Basée sur les écrits de Pedro Cieza de León en 1553, elle continue d'être utile mais elle ne suffit pas puisque les Espagnols n'ont distingué à l'époque que trois régions : côte, montagne et jungle.
- Classification en 8 régions :  Établie par le Dr Javier Pulgar Vidal en 1945, elle prend comme référence le climat, l'altitude, la flore et la faune. Ces 8 régions sont (chala ou côte, yunga, quechua, suni, puna, chaîne de montagnes, haute jungle et basse jungle ou jungle amazonienne). Parmi ces régions La Libertad possède chala, yunga, quechua, suni et haute jungle.
- Classement en 11 éco-régions :  Proposée par Antonio Brack Egg cette classification est similaire aux huit régions précédentes mais des divisions nouvelles et complexes sont ajoutées; mer froide du courant péruvien, désert du Pacifique et forêt sèche équatoriale qui existent aussi à La Libertad.

### Hydrographie, orographie
Le département, traversé par la Cordillère des Andes, compte deux des trois bassins hydrographiques du Pérou : le versant Pacifique et le versant amazonien ou Atlantique.
Sur le plateau andin, les provinces d'Otuzco et de Santiago de Chuco comprennent le bassin hydrographique Pacifique, et donnent naissance au río Chamán, au fleuve Jequetepeque, au río Chicama, au río Moche, au río Viru, au río Chao et au río Santa qui coulent vers l'ouest et irriguent la côte désertique de La Libertad, permettant le développement de l'agriculture.
À l'est, les cours d'eau de la province de Sánchez Carrión participent au bassin versant Atlantique. Les rivières coulent vers l'est pour former une partie du bassin amazonien. Le cours d'eau le plus important qui traverse cette zone est le Marañón, qui, avec l'Ucayali, forment l'Amazone.
Quant au littoral (province de Pacasmayo), située plus au nord, il est baigné par le courant de Humboldt, il permet l'abondance du zooplancton, très apprécié par différents poissons.
Trujillo, la capitale, bénéficie d'un emplacement stratégique, à proximité de l'endroit où les Andes se rapprochent le plus de la côte. Vues de Trujillo, les Andes apparaissent comme une rangée de collines de faible altitude.

### Îles
- Les îles Chao, il y en a 3 appelées Norte (0,35 ha), Centro (3,75 ha) et Sur (11,23 ha). Le point le plus élevé est sur Chao Sur avec 78 m qui est située à 3,22 km de la côte au sud-ouest de Punta Chao.
- L'île du Corcovado, d'une superficie de 3,75 ha, a une longueur de 288 m, une largeur de 205 m et une altitude maximale de 45 m, est située à 6,4 km au nord-est de Punta Infiernillo.
- Les 2 îles Guañape, appelées Norte (34,87 ha) et Sur (26,17 ha) qui culmine à 143 m, sont situées à respectivement à 16 et 20 km à l'ouest de la pampa de Compositan. Guañape Sur, possède un phare.
- L'île la Viuda, située à 3 km de la plage de Viru, est un minuscule îlot de 12 × 30 m.
- Les 2 îles Macabi, Norte (1,99 ha) et Sur (5,79 ha). Macabi Norte culmine à 31 m et Maccabi Sur, possède un phare.

### Climat
La zone côtière et la zone andine ont des saisons climatiques opposées simultanément.
La bande côtière du département bénéficie d'un climat chaud et ensoleillé une bonne partie de l'année. Sa température moyenne oscille entre 20 et 21 °C et avec un maximum de 30 °C à l'été 2017. En hiver, de petites brumes humidifient la campagne côtière. À Trujillo, le climat est plus humide et plus froid une grande partie de l'année. Les brouillards et les brumes sont des phénomènes quotidiens en hiver et en automne. Ces changements climatiques dans la ville sont dus au contraste violent entre le désert et les zones cultivées et irriguées, mais la pollution est également un facteur important.
La zone des hauts plateaux andins à partir de 3 000 m d'altitude, a un climat sec et tempéré le jour et plutôt froid la nuit. Pendant les mois de janvier à mars, il y a des pluies intenses dans cette région.

### Divisions administratives
Le département de La Libertad est divisé en 12 provinces elles-mêmes subdivisées en 84 districts.
|  | Les provinces et leurs capitales - Ascope (Ascope) - Bolívar (Bolívar) - Chepén (Chepén) - Gran Chimú (Cascas) - Julcán (Julcán) - Otuzco (Otuzco) - Pacasmayo (San Pedro de Lloc) - Pataz (Tayabamba) - Sánchez Carrión (Huamachuco) - Santiago de Chuco (Santiago de Chuco) - Trujillo (Trujillo) - Virú (Virú) |

| Organisation territoriale du département de La Libertad. | Organisation territoriale du département de La Libertad. | Organisation territoriale du département de La Libertad. | Organisation territoriale du département de La Libertad. | Organisation territoriale du département de La Libertad. | Organisation territoriale du département de La Libertad. | Organisation territoriale du département de La Libertad. |  |
| Province                                                 | Capitale                                                 | Superficie (km2)                                         | Population (Estimation 2020)                             | Création                                                 | Altitude (m)                                             | District                                                 |  |
| -------------------------------------------------------- | -------------------------------------------------------- | -------------------------------------------------------- | -------------------------------------------------------- | -------------------------------------------------------- | -------------------------------------------------------- | -------------------------------------------------------- |  |
| Province d'Ascope                                        | Ascope                                                   | 2 658,92                                                 | 115 786                                                  | 1er juin 1984                                            | 238                                                      | 1 - Ascope                                               |  |
| Province d'Ascope                                        | Ascope                                                   | 2 658,92                                                 | 115 786                                                  | 1er juin 1984                                            | 238                                                      | 2 - Casa Grande                                          |  |
| Province d'Ascope                                        | Ascope                                                   | 2 658,92                                                 | 115 786                                                  | 1er juin 1984                                            | 238                                                      | 3 - Chicama                                              |  |
| Province d'Ascope                                        | Ascope                                                   | 2 658,92                                                 | 115 786                                                  | 1er juin 1984                                            | 238                                                      | 4 - Chocope                                              |  |
| Province d'Ascope                                        | Ascope                                                   | 2 658,92                                                 | 115 786                                                  | 1er juin 1984                                            | 238                                                      | 5 - Magdalena de Cao                                     |  |
| Province d'Ascope                                        | Ascope                                                   | 2 658,92                                                 | 115 786                                                  | 1er juin 1984                                            | 238                                                      | 6 - Paiján                                               |  |
| Province d'Ascope                                        | Ascope                                                   | 2 658,92                                                 | 115 786                                                  | 1er juin 1984                                            | 238                                                      | 7 - Rázuri                                               |  |
| Province d'Ascope                                        | Ascope                                                   | 2 658,92                                                 | 115 786                                                  | 1er juin 1984                                            | 238                                                      | 8 - Santiago de Cao                                      |  |
| Province de Bolívar                                      | Bolívar                                                  | 1 718,86                                                 | 14 457                                                   | 20 novembre 1916                                         | 3 098                                                    | 1 - Bolívar                                              |  |
| Province de Bolívar                                      | Bolívar                                                  | 1 718,86                                                 | 14 457                                                   | 20 novembre 1916                                         | 3 098                                                    | 2 - Bambamarca                                           |  |
| Province de Bolívar                                      | Bolívar                                                  | 1 718,86                                                 | 14 457                                                   | 20 novembre 1916                                         | 3 098                                                    | 3 - Condormarca                                          |  |
| Province de Bolívar                                      | Bolívar                                                  | 1 718,86                                                 | 14 457                                                   | 20 novembre 1916                                         | 3 098                                                    | 4 - Longotea                                             |  |
| Province de Bolívar                                      | Bolívar                                                  | 1 718,86                                                 | 14 457                                                   | 20 novembre 1916                                         | 3 098                                                    | 5 - Uchumarca                                            |  |
| Province de Bolívar                                      | Bolívar                                                  | 1 718,86                                                 | 14 457                                                   | 20 novembre 1916                                         | 3 098                                                    | 6 - Ucuncha                                              |  |
| Province de Chepén                                       | Chepén                                                   | 1 142,43                                                 | 78 418                                                   | 8 septembre 1984                                         | 135                                                      | 1 - Chepén                                               |  |
| Province de Chepén                                       | Chepén                                                   | 1 142,43                                                 | 78 418                                                   | 8 septembre 1984                                         | 135                                                      | 2 - Pacanga                                              |  |
| Province de Chepén                                       | Chepén                                                   | 1 142,43                                                 | 78 418                                                   | 8 septembre 1984                                         | 135                                                      | 3 - Pacanguilla                                          |  |
| Province de Gran Chimú                                   | Cascas                                                   | 3 218,74                                                 | 26 892                                                   | 18 octobre 1979                                          | 1 279                                                    | 1 - Cascas                                               |  |
| Province de Gran Chimú                                   | Cascas                                                   | 3 218,74                                                 | 26 892                                                   | 18 octobre 1979                                          | 1 279                                                    | 2 - Lucma                                                |  |
| Province de Gran Chimú                                   | Cascas                                                   | 3 218,74                                                 | 26 892                                                   | 18 octobre 1979                                          | 1 279                                                    | 3 - Marmot                                               |  |
| Province de Gran Chimú                                   | Cascas                                                   | 3 218,74                                                 | 26 892                                                   | 18 octobre 1979                                          | 1 279                                                    | 4 - Sayapullo                                            |  |
| Province de Julcán                                       | Julcán                                                   | 1 101,39                                                 | 30 588                                                   |                                                          | 3 412                                                    | 1 - Calamarca                                            |  |
| Province de Julcán                                       | Julcán                                                   | 1 101,39                                                 | 30 588                                                   | 2 - Carabamba                                            | 3 412                                                    |                                                          |  |
| Province de Julcán                                       | Julcán                                                   | 1 101,39                                                 | 30 588                                                   | 3 - Huaso                                                | 3 412                                                    |                                                          |  |
| Province de Julcán                                       | Julcán                                                   | 1 101,39                                                 | 30 588                                                   | 4 - Julcán                                               | 3 412                                                    |                                                          |  |
| Province d'Otuzco                                        | Otuzco                                                   | 2 110,77                                                 | 92 388                                                   |                                                          | 2 660                                                    | 1 - Agallpampa                                           |  |
| Province d'Otuzco                                        | Otuzco                                                   | 2 110,77                                                 | 92 388                                                   | 2 - Charat                                               | 2 660                                                    |                                                          |  |
| Province d'Otuzco                                        | Otuzco                                                   | 2 110,77                                                 | 92 388                                                   | 3 - Huaranchal                                           | 2 660                                                    |                                                          |  |
| Province d'Otuzco                                        | Otuzco                                                   | 2 110,77                                                 | 92 388                                                   | 4 - La Cuesta                                            | 2 660                                                    |                                                          |  |
| Province d'Otuzco                                        | Otuzco                                                   | 2 110,77                                                 | 92 388                                                   | 5 - Mache                                                | 2 660                                                    |                                                          |  |
| Province d'Otuzco                                        | Otuzco                                                   | 2 110,77                                                 | 92 388                                                   | 6 - Otuzco                                               | 2 660                                                    |                                                          |  |
| Province d'Otuzco                                        | Otuzco                                                   | 2 110,77                                                 | 92 388                                                   | 7 - Paranday                                             | 2 660                                                    |                                                          |  |
| Province d'Otuzco                                        | Otuzco                                                   | 2 110,77                                                 | 92 388                                                   | 8 - Salpo                                                | 2 660                                                    |                                                          |  |
| Province d'Otuzco                                        | Otuzco                                                   | 2 110,77                                                 | 92 388                                                   | 9 - Sinsicap                                             | 2 660                                                    |                                                          |  |
| Province d'Otuzco                                        | Otuzco                                                   | 2 110,77                                                 | 92 388                                                   | 10 - Usquil                                              | 2 660                                                    |                                                          |  |
| Province de Pacasmayo                                    | San Pedro de Lloc                                        | 1 126,67                                                 | 93 973                                                   | 25 novembre 1864                                         | 48                                                       | 1 - San Pedro de Lloc                                    |  |
| Province de Pacasmayo                                    | San Pedro de Lloc                                        | 1 126,67                                                 | 93 973                                                   | 25 novembre 1864                                         | 48                                                       | 2 - Guadalupe                                            |  |
| Province de Pacasmayo                                    | San Pedro de Lloc                                        | 1 126,67                                                 | 93 973                                                   | 25 novembre 1864                                         | 48                                                       | 3 - Jequetepeque                                         |  |
| Province de Pacasmayo                                    | San Pedro de Lloc                                        | 1 126,67                                                 | 93 973                                                   | 25 novembre 1864                                         | 48                                                       | 4 - Pacasmayo                                            |  |
| Province de Pacasmayo                                    | San Pedro de Lloc                                        | 1 126,67                                                 | 93 973                                                   | 25 novembre 1864                                         | 48                                                       | 5 - San José                                             |  |
| Province de Pataz                                        | Tayabamba                                                | 4 226,5                                                  | 88 038                                                   | 2 décembre 1821                                          | 3 290                                                    | 1 - Tayabamba                                            |  |
| Province de Pataz                                        | Tayabamba                                                | 4 226,5                                                  | 88 038                                                   | 2 décembre 1821                                          | 3 290                                                    | 2 - Buldibuyo                                            |  |
| Province de Pataz                                        | Tayabamba                                                | 4 226,5                                                  | 88 038                                                   | 2 décembre 1821                                          | 3 290                                                    | 3 - Chilia                                               |  |
| Province de Pataz                                        | Tayabamba                                                | 4 226,5                                                  | 88 038                                                   | 2 décembre 1821                                          | 3 290                                                    | 4 - Huancaspata                                          |  |
| Province de Pataz                                        | Tayabamba                                                | 4 226,5                                                  | 88 038                                                   | 2 décembre 1821                                          | 3 290                                                    | 5 - Huaylillas                                           |  |
| Province de Pataz                                        | Tayabamba                                                | 4 226,5                                                  | 88 038                                                   | 2 décembre 1821                                          | 3 290                                                    | 6 - Huayo                                                |  |
| Province de Pataz                                        | Tayabamba                                                | 4 226,5                                                  | 88 038                                                   | 2 décembre 1821                                          | 3 290                                                    | 7 - Ongón                                                |  |
| Province de Pataz                                        | Tayabamba                                                | 4 226,5                                                  | 88 038                                                   | 2 décembre 1821                                          | 3 290                                                    | 8 - Parcoy                                               |  |
| Province de Pataz                                        | Tayabamba                                                | 4 226,5                                                  | 88 038                                                   | 2 décembre 1821                                          | 3 290                                                    | 9 - Pataz                                                |  |
| Province de Pataz                                        | Tayabamba                                                | 4 226,5                                                  | 88 038                                                   | 2 décembre 1821                                          | 3 290                                                    | 10 - Pías                                                |  |
| Province de Pataz                                        | Tayabamba                                                | 4 226,5                                                  | 88 038                                                   | 2 décembre 1821                                          | 3 290                                                    | 11 - Santiago de Challas                                 |  |
| Province de Pataz                                        | Tayabamba                                                | 4 226,5                                                  | 88 038                                                   | 2 décembre 1821                                          | 3 290                                                    | 12 - Taurija                                             |  |
| Province de Pataz                                        | Tayabamba                                                | 4 226,5                                                  | 88 038                                                   | 2 décembre 1821                                          | 3 290                                                    | 13 - Urpay                                               |  |
| Province de Sánchez Carrión                              | Huamachuco                                               | 2 486,04                                                 | 136 221                                                  | 12 février 1821                                          | 3 185                                                    | 1 - Huamachuco                                           |  |
| Province de Sánchez Carrión                              | Huamachuco                                               | 2 486,04                                                 | 136 221                                                  | 12 février 1821                                          | 3 185                                                    | 2 - Chugay                                               |  |
| Province de Sánchez Carrión                              | Huamachuco                                               | 2 486,04                                                 | 136 221                                                  | 12 février 1821                                          | 3 185                                                    | 3 - Cochorco                                             |  |
| Province de Sánchez Carrión                              | Huamachuco                                               | 2 486,04                                                 | 136 221                                                  | 12 février 1821                                          | 3 185                                                    | 4 - Curgos                                               |  |
| Province de Sánchez Carrión                              | Huamachuco                                               | 2 486,04                                                 | 136 221                                                  | 12 février 1821                                          | 3 185                                                    | 5 - Marcabal                                             |  |
| Province de Sánchez Carrión                              | Huamachuco                                               | 2 486,04                                                 | 136 221                                                  | 12 février 1821                                          | 3 185                                                    | 6 - Sanagorán                                            |  |
| Province de Sánchez Carrión                              | Huamachuco                                               | 2 486,04                                                 | 136 221                                                  | 12 février 1821                                          | 3 185                                                    | 7 - Sarín                                                |  |
| Province de Sánchez Carrión                              | Huamachuco                                               | 2 486,04                                                 | 136 221                                                  | 12 février 1821                                          | 3 185                                                    | 8 - Sartimbamba                                          |  |
| Province de Santiago de Chuco                            | Santiago de Chuco                                        | 2 658,96                                                 | 58 320                                                   | 3 novembre 1900                                          | 3 127                                                    | 1 - Santiago de Chuco                                    |  |
| Province de Santiago de Chuco                            | Santiago de Chuco                                        | 2 658,96                                                 | 58 320                                                   | 3 novembre 1900                                          | 3 127                                                    | 2 - Angasmarca                                           |  |
| Province de Santiago de Chuco                            | Santiago de Chuco                                        | 2 658,96                                                 | 58 320                                                   | 3 novembre 1900                                          | 3 127                                                    | 3 - Cachicadán                                           |  |
| Province de Santiago de Chuco                            | Santiago de Chuco                                        | 2 658,96                                                 | 58 320                                                   | 3 novembre 1900                                          | 3 127                                                    | 4 - Mollebamba                                           |  |
| Province de Santiago de Chuco                            | Santiago de Chuco                                        | 2 658,96                                                 | 58 320                                                   | 3 novembre 1900                                          | 3 127                                                    | 5 - Mollepata                                            |  |
| Province de Santiago de Chuco                            | Santiago de Chuco                                        | 2 658,96                                                 | 58 320                                                   | 3 novembre 1900                                          | 3 127                                                    | 6 - Quiruvilca                                           |  |
| Province de Santiago de Chuco                            | Santiago de Chuco                                        | 2 658,96                                                 | 58 320                                                   | 3 novembre 1900                                          | 3 127                                                    | 7 - Santa Cruz de Chuca                                  |  |
| Province de Santiago de Chuco                            | Santiago de Chuco                                        | 2 658,96                                                 | 58 320                                                   | 3 novembre 1900                                          | 3 127                                                    | 8 - Sitabamba                                            |  |
| Province de Santiago de Chuco                            | Santiago de Chuco                                        | 2 658,96                                                 | 58 320                                                   | 3 novembre 1900                                          | 3 127                                                    | 9 - Calipuy                                              |  |
| Province de Trujillo                                     | Trujillo                                                 | 1 779                                                    | 1 118 724                                                | 12 novembre 1821                                         | 34                                                       | 1 - Trujillo                                             |  |
| Province de Trujillo                                     | Trujillo                                                 | 1 779                                                    | 1 118 724                                                | 12 novembre 1821                                         | 34                                                       | 2 - El Porvenir                                          |  |
| Province de Trujillo                                     | Trujillo                                                 | 1 779                                                    | 1 118 724                                                | 12 novembre 1821                                         | 34                                                       | 3 - Florencia de Mora                                    |  |
| Province de Trujillo                                     | Trujillo                                                 | 1 779                                                    | 1 118 724                                                | 12 novembre 1821                                         | 34                                                       | 4 - Huanchaco                                            |  |
| Province de Trujillo                                     | Trujillo                                                 | 1 779                                                    | 1 118 724                                                | 12 novembre 1821                                         | 34                                                       | 5 - La Esperanza                                         |  |
| Province de Trujillo                                     | Trujillo                                                 | 1 779                                                    | 1 118 724                                                | 12 novembre 1821                                         | 34                                                       | 6 - Laredo                                               |  |
| Province de Trujillo                                     | Trujillo                                                 | 1 779                                                    | 1 118 724                                                | 12 novembre 1821                                         | 34                                                       | 7 - Moche                                                |  |
| Province de Trujillo                                     | Trujillo                                                 | 1 779                                                    | 1 118 724                                                | 12 novembre 1821                                         | 34                                                       | 8 - Poroto                                               |  |
| Province de Trujillo                                     | Trujillo                                                 | 1 779                                                    | 1 118 724                                                | 12 novembre 1821                                         | 34                                                       | 9 - Salaverry                                            |  |
| Province de Trujillo                                     | Trujillo                                                 | 1 779                                                    | 1 118 724                                                | 12 novembre 1821                                         | 34                                                       | 10 - Simbal                                              |  |
| Province de Trujillo                                     | Trujillo                                                 | 1 779                                                    | 1 118 724                                                | 12 novembre 1821                                         | 34                                                       | 11 - Víctor Larco Herrera                                |  |
| Province de Virú                                         | Virú                                                     | 3 218,74                                                 | 92 324                                                   | 5 janvier 1995                                           | 76                                                       | 1 - Virú                                                 |  |
| Province de Virú                                         | Virú                                                     | 3 218,74                                                 | 92 324                                                   | 5 janvier 1995                                           | 76                                                       | 2 - Chao                                                 |  |
| Province de Virú                                         | Virú                                                     | 3 218,74                                                 | 92 324                                                   | 5 janvier 1995                                           | 76                                                       | 3 - Guadalupito                                          |  |
|                                                          | Total                                                    |                                                          |                                                          |                                                          |                                                          | 84                                                       |  |

### Autorités départementales
Mandats 2019 à 2022.
Gouverneur départemental : Manuel Llempén Coronel, du parti Alliance pour le progrès (AP).
Vice-gouverneur départemental : Ever Cadenillas Coronel (AP).
Conseillers provinciaux :
- Trujillo : David Osvaldo Calderón De los Ríos (AP), Raúl Yván Lozano Peralta, parti apriste péruvien (PAP), Roberto Luis Portilla Lescano (AP), Teresita de Jesús Bravo Malca (AP)
- Bolivar : Edgar López Chávez, parti Force populaire (FP)
- Sánchez Carrión : Milagros Jennifer Catalán Corman (FP)
- Otuzco : Gonzalo Alfredo Rodríguez Espejo (AP)
- Pacasmayo : Edwin Martín Castellanos García (AP)
- Pataz : Luis Alberto Rodríguez Ponce (AP)
- Santiago de Chuco : Santos Nicolás Vásquez Ibáñez, parti Restauration nationale (RN)
- Ascope : Greco Vladimir Augusto Quiroz Díaz (AP)
- Chepén : Juan Fernando Díaz Sánchez (PAP)
- Julcán : Wilson Hitler Rodríguez Rodríguez, parti Nouvelle liberté (NL)
- Grand Chimú : Karin Marly Vergara Portilla (Parti Démocratique Nous Sommes le Pérou)
- Virú : Mirtha Margot Higa Urquiaga (Súmate)

La Libertad est le deuxième département avec le plus d'électeurs selon le JNE d'ici 2021,. Et avec une population de plus de 2 millions de liberteños d'ici 2020.

## Démographie

### Population
Le département de La Libertad comptait 2 016 771 habitants en 2020 selon l'INEI. C'est le troisième le plus peuplé du Pérou, avec 6,1 % de la population péruvienne, selon le dernier recensement national. Il convient également de noter que Trujillo, la capitale de La Libertad, est la troisième ville la plus peuplée du Pérou et la plus grande ville du nord du Pérou. La population la plus importante est concentrée dans les capitales de province et de district, ce qui suggère qu'elle est définie comme une population à prédominance urbaine. La population émigrée à La Libertad est composée de citoyens péruviens des départements voisins et de citoyens d'autres pays. Le département de La Libertad est la deuxième destination des migrations étrangères au Pérou, puisqu'il en capte 5,2 %. La plupart sont originaires du Chili, d'Argentine, des États-Unis, de Colombie, etc.

#### Pyramide des âges
| (Pourcentage de la population - Estimations 2020) |        |       |        |      |
| %                                                 | Hommes | Âge   | Femmes | %    |
| 0,70                                              |        | 80+   |        | 0,79 |
| 0,65                                              |        | 75-79 |        | 0,74 |
| 0,92                                              |        | 70-74 |        | 1,04 |
| 1,35                                              |        | 65-69 |        | 1,51 |
| 1,70                                              |        | 60-64 |        | 1,87 |
| 2,14                                              |        | 55-59 |        | 2,27 |
| 2,60                                              |        | 50-54 |        | 2,81 |
| 2,81                                              |        | 45-49 |        | 2,95 |
| 3,28                                              |        | 40-44 |        | 3,40 |
| 3,90                                              |        | 35-39 |        | 3,94 |
| 4,16                                              |        | 30-34 |        | 4,15 |
| 4,72                                              |        | 25-29 |        | 4,54 |
| 4,39                                              |        | 20-24 |        | 4,31 |
| 3,98                                              |        | 15-19 |        | 3,86 |
| 4,06                                              |        | 10-14 |        | 3,85 |
| 4,22                                              |        | 5-9   |        | 3,98 |
| 4,34                                              |        | 0-4   |        | 4,08 |

#### Évolution de la population de La Libertad
| Graphique de l'évolution de la population du département de La Libertad entre 1940 et 2014 |
| ------------------------------------------------------------------------------------------ |
|                                                                                            |
| Sources: Population 1940, 1961, 1981, 1993, 2007, 2014                                     |

#### Populations des principales villes
| Ville             | Population Recensement 2007 | Province                      |
| ----------------- | --------------------------- | ----------------------------- |
| Trujillo          | 782 834                     | Province de Trujillo          |
| Chepén            | 41 358                      | Province de Chepén            |
| San Pedro de Lloc | 16 198                      | Province de Pacasmayo         |
| Pacasmayo         | 26 125                      | Province de Pacasmayo         |
| Guadalupe (Pérou) | 36 580                      | Province de Pacasmayo         |
| Santiago de Chuco | 25 000                      | Province de Santiago de Chuco |
| Virú              | 36 029                      | Province de Virú              |
| Otuzco            | 25 134                      | Province d'Otuzco             |
| Huamachuco        | 59 407                      | Province de Sánchez Carrión   |

## Patrimoine naturel et culturel

### Patrimoine culturel
La bande côtière a ouvert la voie à l'essor de nombreuses cultures précolombiennes, telles que la civilisation pré-céramique de Huaca Prieta, qui a - pour sa 1re période d'occupation entre 15000 av. J.-C. et 8000 av. J.-C. - et la Cupisnique, qui a plus de 3 000 ans.

#### Art rupestre
Le département de La Libertad présente des témoignages rupestres dont les connotations uniques ne peuvent passer inaperçues. Ce sont des témoignages archéologiques encore méconnus auxquels on n'a pas accordé l'importance voulue. C'est ainsi que le journaliste Gustavo Álvarez Sánchez qui, dans les années 1974, proclame la nécessité de prendre conscience du fait et l'importance d'inventorier ou d'avoir une carte de l'art rupestre pour la région. Il comprend que cela constituera un apport important de situer avec précision les peintures rupestres, les pétroglyphes et les géoglyphes du nord du pays.
Les études archéologiques rapportées à ce jour permettent une vision globale de toute l'évolution de l'homme, avec des traces d'occupations datant de 10000 av. J.-C. à Paiján (es). Divers témoignages archéologiques sont répartis le long des pentes et des bassins collecteurs des rivières Jequetepeque, Chicama, Moche Virú et Santa. Beaucoup de ces vestiges montrent une activité temporaire avec des altérations hydroclimatiques.
Les représentations idéographiques de ces productions rupestres, par lesquelles l'homme a pérennisé ses croyances, révèlent les questions à résoudre sur la fonction de ces roches dont les surfaces présentent des gravures encore difficiles à déchiffrer.

#### Arts précolombiens
La culture Mochica (Ier au VIIe siècle) est remarquable pour sa céramique aux représentations réalistes d'êtres humains, de la faune et de la flore locale et pour ses temples en forme de pyramide tronquée. C'est la première culture à s'étendre au-delà de son berceau. C'était essentiellement une agriculture et/ou une culture guerrière, qui a construit d'innombrables temples et palais les huacas. Les Moches ont occupé les vallées de Moche, Chicama et Virú. Les céramiques réalistes, célèbres pour leurs portraits « huaco retrato », appartenaient à cette période. Les "huacas" présentent dans le département démontrent aussi de grandes connaissances en architecture.
Au cours de la phase tardive de Moche (600 à 850 apr. J.-C.), l'un des plus grands centres de pouvoir de la région était le site fortifié de Cerro Chepén dans la vallée de Jequetepeque. Il est situé au sud du site de San José de Moro.
Cerro Chepén présente les vestiges d'un système sophistiqué de fortifications et une position dominante au sommet de la colline, avec de nombreux bâtiments monumentaux. Des fouilles récentes sur le site ont révélé qu'il y eut beaucoup de conflits internes qui ont affecté les communautés locales.

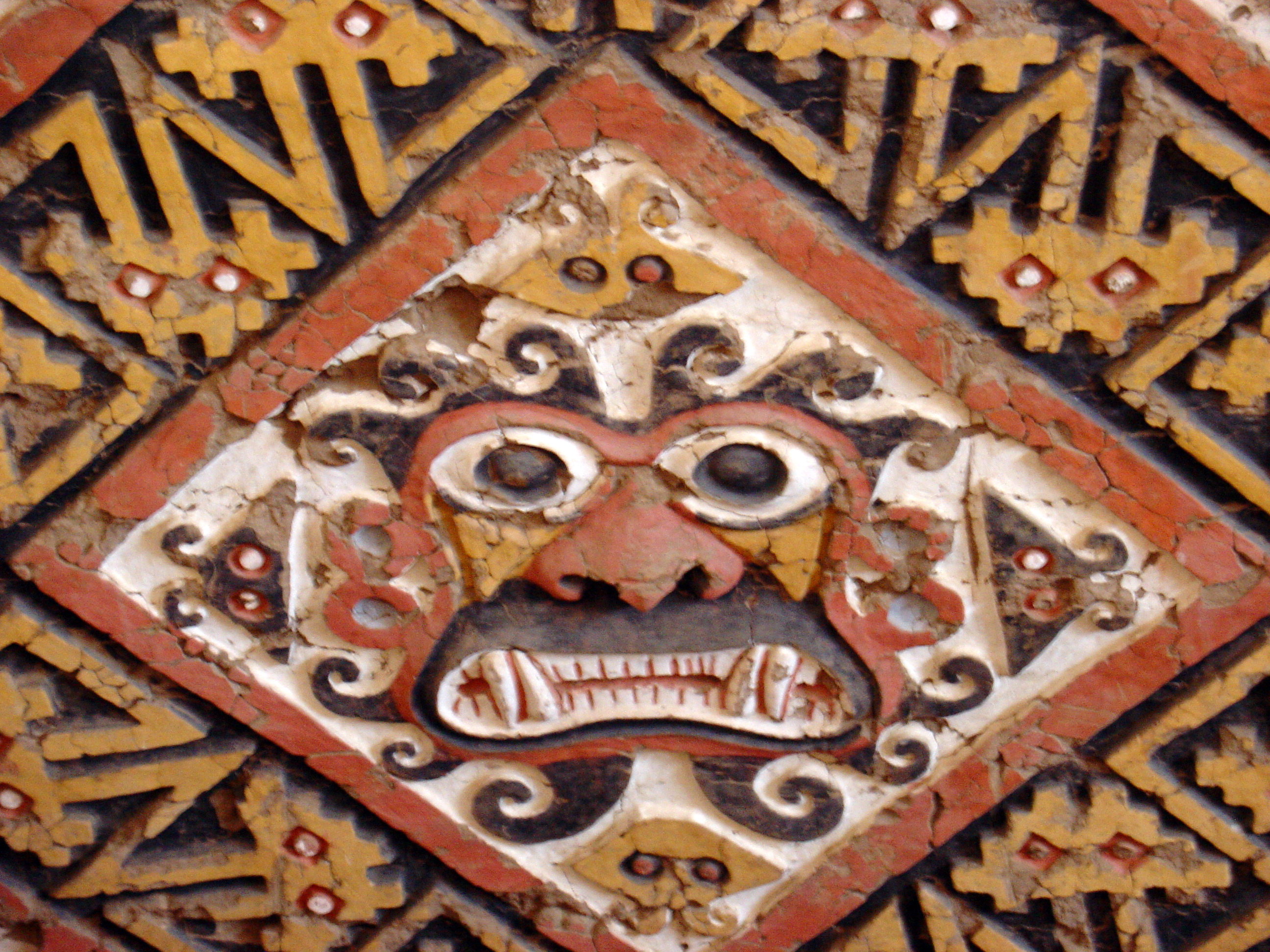
Ai apaec, divinité Moche.
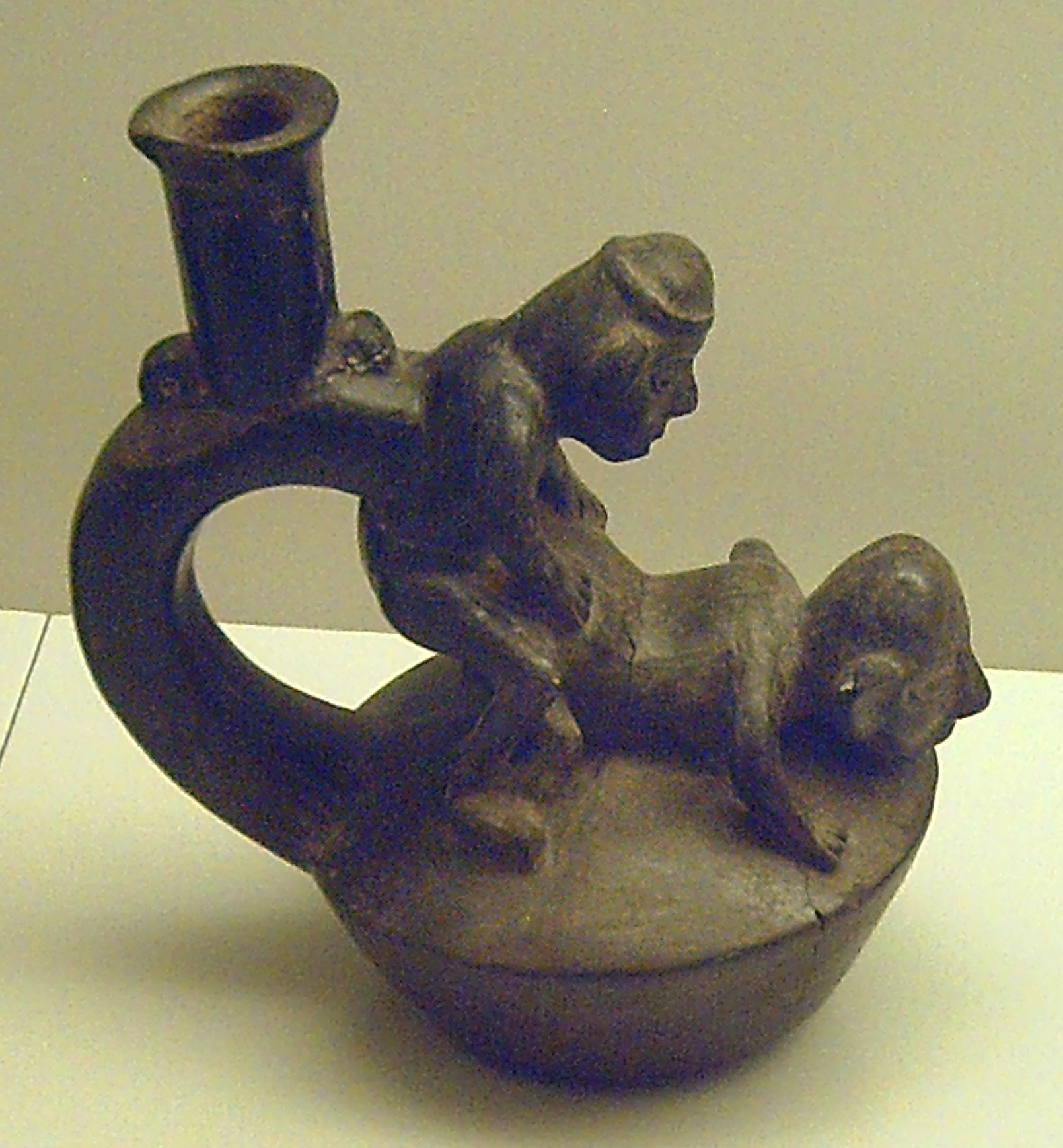
Céramique Chimú.

Les Chimús s'établirent postérieurement à cette culture (XIe au XVe siècle). Ils avaient pour capitale Chan Chan qui était la ville d'adobe la plus grande du continent américain. À son apogée, Chan Chan abritait 60 000 habitants qui résistaient obstinément à l'expansion de l'empire Inca. La culture Chimú a laissé en héritage son architecture et les réseaux d'irrigation - notamment d'aqueducs - qui sont encore utilisés. Cette civilisation se distinguait également par son excellent travail des métaux, leur orfèvrerie était très avancée.
Les Incas, après avoir rencontré une forte résistance, ont réussi à conquérir ce royaume au XIVe siècle, mais ont laissé peu de trace de leur domination.
La Libertad est l'un des départements les plus riches en matière de patrimoine archéologique, en raison de ses manifestations artistiques exprimées dans la céramique, l'orfèvrerie et la décoration murale polychrome.
Parmi les nombreux témoignages on peut citer l'imposante architecture de Pakatnamú (es) aux limites des provinces de Chepén et de Pacasmayo, le tombeau d'une prêtresse à San José de Moro, dans la province de Chepén, les restes de Puémape (es) dans la province de Pacasmayo; les sites de la culture Cupisnique, le complexe El Brujo dans la province d'Ascope et le complexe archéologique de Marcahuamachuco dans la province de Sánchez Carrión.

#### Sites archéologiques
Parmi les dizaines de sites archéologiques de La Libertad les plus visités sont :
- Chan Chan (culture Chimú), site inscrit sur la liste du patrimoine mondial de l'UNESCO depuis le 28 novembre 1986 et la même année sur la Liste du patrimoine mondial en péril.
- El Brujo, la Huaca del Sol et la Huaca de la Luna, San José de Moro (es) (culture Moche),
- Marcahuamachuco, Pirqa Pirqa, la Huaca Santa Clara,
- Pakatnamú (es)cultures Moche, Lambayeque et Chimú,
- Viracochapampa (culture Huari),
- Le complexe archéologique Caballo Muerto (es) (culture Cupinisque).
- Gran Pajatén, site archéologique situé dans la forêt andine du Pérou, à la frontière de la région de La Libertad et San Martín, entre les rivières Marañon et Huallaga. Le site archéologique se situe dans le parc national du Río Abiseo.

#### Période vice-royale et républicaine
Fin 1534, avec l'arrivée des Espagnols dans la vallée, Trujillo fut fondée, recevant en 1537 le titre de ville, devenant l'une des principales villes de la vice-royauté puis l'une des régions les plus riches du nord, comme les belles et majestueuses demeures encore conservées en témoignent. La ville de Trujillo se distingue par son importance sociale, culturelle et économique depuis l'époque coloniale comme le montrent les palais (Casona Tinoco) et les églises qui sont encore conservés dans son centre historique.
Trujillo est, de l'époque coloniale à nos jours, la métropole la plus importante du nord du pays, grâce à son importante participation au processus d'indépendance péruvien. Trujillo fut la première ville du nord du Pérou à proclamer son indépendance le 29 décembre 1820.

#### Musées
Le département possède plusieurs musées, situés principalement dans les zones archéologiques et certains dans la capitale du département, Trujillo. Il existe d'autres musées situés dans les provinces qui sont principalement de nature culturelle et historique. Les musées les plus importants de la région sont :
- Musée d'archéologie et d'anthropologie de l'Université nationale de Trujillo (Trujillo)
- Musée de la Dame de Cao à Magdalena de Cao, Ascope (province d'Ascope)
- Musée du site archéologique de Chan Chan (Trujillo)
- Musée des Huacas de la Luna et del Sol (Trujillo)
- Musée de zoologie Juan Ormea Rodríguez (Trujillo)
- Musée de la cathédrale (Trujillo)
- Musée du jouet (Trujillo)
- Musée de la Vierge Immaculée de La Porte (Otuzco)
- Musée municipal de Huamachuco (Huamachuco)
- Maison-musée Antonio Raimondi (San Pedro de Lloc)
- Musée d'Art Moderne Gerardo Chávez (Trujillo)
- Musée d'archéologie José Casinelli (Trujillo)
- Musée de Chiclin (Chicama)
- Maison-musée César Vallejo (Santiago de Chuco) - Y sont exposés les différents environnements de la maison où le remarquable poète universel passa de nombreuses années de sa vie, certains mentionnés dans ses célèbres poèmes.

#### Danses
Chaque année, depuis 1960, a lieu le Concours National Marinera, organisé par le Club Libertad de Trujillo à l'initiative de Guillermo Ganoza Vargas. Ce concours a lieu la dernière semaine de janvier. La marinera est une danse qui descend de la zamacueca et de la mozamala.
La Marinera du Nord se danse en couple avec des vêtements normalement blancs. L'homme porte un chapeau de paille et une écharpe. La femme aux pieds nus porte une robe brodée.

#### Festivités
- Festival de printemps
- Fête de la Marine
- International Calzaferia El Porvenir c'est une foire à la chaussure et en 2012 a eu lieu la 10e édition dans la ville d'El Porvenir (province de Trujillo)[25].
- Foire régionale de l'ananas à Poroto dans la province de Trujillo[26].
- Fête patronale de la Vierge de La Puerta, la célébration est née en 1664 lorsque l'image de la Vierge a été placée à l'entrée de la ville d'Otuzco (chef-lieu de la province de même nom) par précaution contre le risque des raids de pirates. Le jour principal est célébré le 15 décembre de chaque année et en 2012, la fête de Notre-Dame de la Porte a été déclarée patrimoine culturel national par le gouvernement péruvien[27].
- Contradanza, danse pratiquée dans la ville de Huamachuco (Province de Sánchez Carrión), ainsi que dans les villages d'Urpay, de Shiracmaca et de Culicanda. En 2012 elle a été déclarée patrimoine culturel national par le gouvernement péruvien[28].

### Patrimoine naturel
- Le parc national du Río Abiseo, créé en 1983. Le parc est reconnu au Patrimoine mondial naturel de l'UNESCO en 1990 et culturel en 1992. C'est également une réserve de biosphère de l'UNESCO depuis 2016.
- Sanctuaire national de Calipuy (es) : Créée en 1981, il s'étend sur 60 000 ha dans la partie haute andine du département de La Libertad et constitue l'un des derniers refuges du guanaco, une espèce actuellement en grave danger d'extinction. Tout près de la réserve, se trouve sur 4 500 ha l'un des plus grands peuplements de Puya raimondii, l'une des plantes les plus rares de la planète.
- La forêt et le complexe archéologique d'El Cañoncillo, situés dans le district de San José de la province de Pacasmayo

### Religion

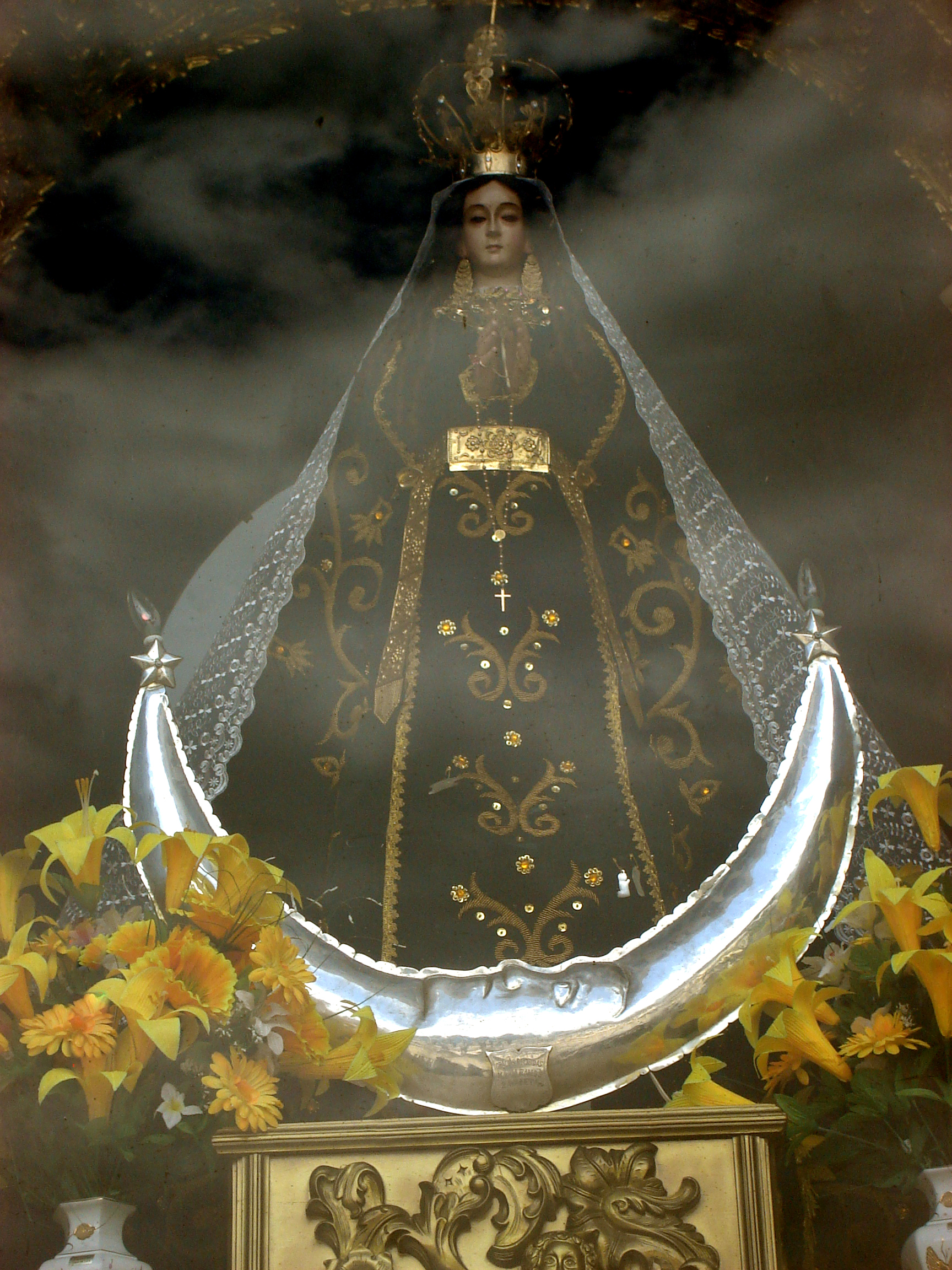
La Vierge de la Porte à Otuzco.

Les différents cultes de la période préhispanique dans le département de La Libertad étaient polythéistes, avec des divinités anthropomorphes et de la nature à l'apparence terrifiante avec des crocs et un visage diabolique, comme celles des Chimú ou des Moche.
À leur arrivée, les Espagnols, imposèrent la religion catholique, qui au fil du temps s'est développée pour devenir la religion primordiale, comme cela s'est produit dans toute l'Amérique latine. Actuellement son plus haut représentant dans le département est l'archevêque de Trujillo, Héctor Miguel Cabrejos Vidarte.
La vénération du saint patron est un axe culturel important des villes du département, avec des fêtes patronales qui se déroulent généralement pendant quatre jours.
En ce qui concerne les autres religions du christianisme, il existe plusieurs églises protestantes telles que les évangéliques, les pentecôtistes, les adventistes et d'autres qui ont réussi à attirer de nombreux adeptes.
Il existe également de petites communautés pratiquant le judaïsme, l'islam ou le bouddhisme.

### Éducation
Le département compte 2908 écoles privées et publiques, 718 pour l'enseignement initial, 1730 pour l'enseignement primaire et 460 pour l'enseignement secondaire.
La coexistence de neuf universités et la taille de leurs installations montrent que la capitale de La Libertad n'est pas seulement le but de la formation professionnelle de nombreux immigrants d'autres provinces. De même, les académies pré-universitaires de la capitale, comme Pamer, font leur entrée, tandis que les écoles privées consolident leur offre, ce qui se traduit par un coût d'accès plus élevé - le plus élevé du pays après celui des écoles de Lima.

## Économie
La Libertad est l'un des départements les plus importants du Pérou, il contribue économiquement à 6,7 % du PIB du pays. Le département, ancien territoire de la civilisation Moche, s'impose désormais comme l'endroit le plus attractif du pays pour faire des affaires (2010). L'économiste de la Banque centrale de réserve, Alejandro Inga Durango, a déclaré que La Libertad de 2002 à 2011 a atteint une croissance économique de 7,2 %, supérieure à la moyenne nationale péruvienne. Cette croissance est due à l'entrée de sociétés minières, comme Barrick Misquichilca, qui ont fait de la région le deuxième producteur d'or après Cajamarca. La Libertad se distingue également par la forte présence sur son territoire d'entreprises agro-exportatrices situées dans les vallées agricoles de la région, mettant en évidence celles situées dans les vallées de Chao, Virú, Moche et Chicama.
Avec sa capitale Trujillo, La Libertad consolide sa croissance économique avec des investissements et des projets de centres commerciaux et supermarchés, de tours d'appartements et d'infrastructures touristiques plus sophistiquées. Ceci, fondamentalement, est une conséquence de l'activité agro-exportatrice et minière lucrative qui fait que les cadres et la main-d'œuvre en général d'autres provinces, et les résidents d'autres régions, considèrent la capitale de La Libertad comme une destination intéressante pour le divertissement et la consommation.
Comme Trujillo, l'activité économique principale de la région s'étend le long de la bande côtière, de la vallée agricole de Virú au sud, aux rizières de Chepén au nord, en passant par la province sucrière d'Ascope. Dans ces deux dernières provinces, des entreprises telles que Camposol et Empresa Agroindustrial Casa Grande se distinguent et le dynamisme économique y est également visible dans les travaux d'amélioration urbaine et les voies de communication parrainés par leurs propres municipalités.
Malgré la présence de l'emblématique cimenterie de la ville, Pacasmayo cultive son énorme potentiel touristique, entre autres car la baie El Faro abrite la deuxième plus longue vague du monde - surfable sur 1 km - près du port de Chicama (Ascope). Des projets de services de base sont en train de se mettre en place, mais ce qui prévaut, c'est le commerce ambulant.
Chepén est un cas différent, puisque sa proximité avec Lambayeque et des villes importantes de la région de La Libertad telles que Pacasmayo, San Pedro de Lloc et Guadalupe lui permet de maintenir à ce jour près de 21 établissements financiers, ainsi que des caisses d'épargne municipales et rurales, telles que la caisse d'épargne et de crédit rurale Nuestra Gente et la Caja Municipal de Trujillo.
L'exploitation minière - l'un des principaux soutiens économiques du Pérou - est dirigée par Barrick Misquichilca et Pan American Silver, suivis par Poderosa et San Simón, entre autres. Cependant, le développement n'est pas visible dans les juridictions où il a lieu : que ce soit en raison du manque de routes d'accès, de la fréquence des départs ou d'une gestion peu transparente des communes de province, la Sierra Liberteña continue d'afficher les taux de pauvreté les plus élevés. .. et donc, en voie de développement.

### Commerces et services
Héritier d'une dynamique commerciale par excellence de la part de ses ancêtres les Mochicas, Trujillo est le noyau du commerce de La Libertad. En témoignent les deux grands paliers de centres commerciaux incarnés dans le Mall Aventura Plaza (propriété de Falabella et Ripley) et le Real Plaza (propriété du groupe Interbank), tous deux ouverts au cours des trois dernières années.
À cela s'ajoutent le power center Los Jardines Open Plaza (propriété de Falabella) et la multiplication des supermarchés, parmi lesquels se distingue l'emblématique marque Wong, après l'absorption qu'elle a faite de la chaîne locale Merpisa. De plus, l'entrée de la marque Metro est présente, qui a ouvert un nouveau supermarché dans l'ovale papal. Grâce à ces entreprises, des entreprises de consommation plus visibles aussi diverses qu'Ilaria et Starbucks deviennent plus accessibles à la population de Trujillo, qui devait auparavant se rendre à Lima pour accéder à ces types d'établissements.
D'autre part, un incontournable à Trujillo, même s'il s'agit d'une promenade passagère, est l'Avenida España, qui dans ses derniers blocs concentre une offre variée et diversifiée de chaussures fabriquées dans la ville.
Un point à part, s'il y a quelque chose qui caractérise Trujillo, c'est sa bonne cuisine. Ainsi, les clusters gastronomiques sont identifiés pour tous les goûts et toutes les bourses. C'est le cas de celui situé à l'intersection de l'avenue Larco et de la rue Francisco Borja, qui abrite deux restaurants barbecue, un Norky's, un hamburger et un pizza wagon.
D'autre part, l'offre de services s'améliore grâce aux concessions automobiles, qui ont accru la prolifération des camions 4x4 dans la ville. Ceci est probablement lié au crédit approuvé par l'un des 145 bureaux d'entités financières qui soutiennent le développement commercial de la région en janvier, soit 20,8 % de plus que les 120 qui existaient fin 2008. En décembre 2009, La Libertad a enregistré une croissance de 4,59 % des prêts directs par rapport à l'année précédente.

### Principales entreprises
Certaines des principales entreprises de la région de La Libertad sont les suivantes :
- Cementos Pacasmayo, cimenterie basée dans la province de Pacasmayo.
- Sociedad Agrícola Virú, dédiée à l'agro-industrie et basée dans la province de Virú.
- SEDALIB, société d'approvisionnement en eau et d'assainissement basée dans la ville de Trujillo.
- Caja Trujillo, société bancaire basée à Trujillo.
- Université Cesar Vallejo, basée dans la ville de Víctor Larco.

### Agriculture
Le département est un leader national dans le secteur de l'agro-exportation,.
Il y a actuellement un boom de l'agro-exportation dans la région. Cela est dû au projet spécial Chavimochic, un grand travail d'ingénierie hydraulique, qui permet de cultiver des zones désertiques en dirigeant les rivières à travers de grands canaux et des branches de celles-ci. À cela s'ajoute l'utilisation de technologies d'irrigation, telles que l'irrigation goutte à goutte et le contrôle par satellite.
La culture de la canne à sucre et son industrialisation s'effectuent dans les entreprises agro-industrielles (ex-coopératives agraires) de Casagrande, Cartavio, Laredo, etc. De même, à La Libertad, la plantation d'asperges a commencé sur la côte péruvienne, étant pendant des décennies la principale région de sa production. La plantation de riz est conséquente. La production d'ananas et de raisin prend de plus en plus d'importance.
Les produits les plus produits et exportés sont : les asperges (vertes, blanches, etc.), le paprika, la tomate, l'artichaut, etc.

### Industrie
La centrale hydroélectrique la plus remarquable de la région est Pampa Blanca. L'industrie métallurgique est également présente dans la région, avec la fabrication d'autobus. Au cours de la période janvier-juillet 2007, elle a présenté une augmentation de 6,6 % de son PIB.

### Mines
Dans le domaine minier, elle est actuellement le premier producteur d'or au Pérou ; en outre, il existe d'importants gisements de charbon de pierre à Otuzco.
L'exploitation minière a maintenu une présence d'environ 4,5 % dans le PIB départemental depuis les années 1970, ayant atteint cependant un point relativement élevé (6 %) au début des années 1980, pour ensuite baisser et revenir ces dernières années à ses niveaux normaux. , en raison de la crise nationale. Depuis les années 1990, il y a eu une augmentation sensible, en raison de l'essor de l'exploitation aurifère, dans laquelle La Libertad occupe la deuxième place au niveau national.
Ce secteur, composé majoritairement de moyennes et petites entreprises, est particulièrement vulnérable aux fluctuations du marché mondial. L'exploitation minière est basée dans les hautes terres et les zones de jungle et sa production tourne principalement autour de l'argent, du plomb, du zinc, du cuivre et de l'or.
L'exploitation minière départementale partage les problèmes qui, en général, affectent avant tout le secteur minier national, avec la paralysie du cycle d'investissement qui n'a pas permis le renouvellement des équipements et a laissé place à des technologies plus performantes et moins polluantes. Le processus d'exploration et les nouvelles plaintes ne se sont pas non plus poursuivis, faute d'études de prospection géologique visant à valoriser le potentiel. Par exemple, la non-exploitation des gisements de charbon anthracite existants à Chicama ; la fluctuation des prix des métaux fixés par le marché international. L'absence de filières productives (concentrateurs et raffineries) empêche une plus grande régénération et rétention de la valeur ajoutée, maintenant le caractère essentiellement primaire de l'activité. Il prend même des caractéristiques artisanales comme le cas de la petite mine d'or existant dans la province de Pátaz et Santiago de Chuco.

### Principales productions
Parmi les principaux produits qui contribuent à l'économie de la région figurent :
- Or, la région de La Libertad (RLL) est le deuxième producteur d'or après la région de Cajamarca.
- Raisin, Cascas a fait de la région de La Libertad le premier producteur de raisin du pays.
- Asperges, La Libertad est le premier producteur au niveau national, celui-ci étant l'un des principaux produits de l'agro-export de Liberté.
- Le riz, la région est le troisième producteur de ce produit à l'échelle nationale.
- Pomme de terre, La Libertad est le quatrième producteur de pomme de terre du pays, elle est produite principalement à Otuzco, Julcán et Santiago de Chuco.
- Chaussures, Il est produit principalement dans la province de Trujillo, est un produit qui se distingue à l'échelle nationale.
- Blé, premier producteur de Blé.
- Orge, RLL, premier producteur de blé[39].
- Maïs jaune, RLL est le deuxième producteur national.
- Canne à sucre, RLL est le premier producteur de canne à sucre au niveau national[40].

### Pêche
L'activité de pêche est concentrée dans les ports de Salaverry, Malabrigo et Pacasmayo et plus de 95 % est orientée vers la consommation humaine indirecte (farine et huile de poisson). Avec sa contribution au produit départemental de l'ordre de 1,2 % depuis les années 1970, il faut souligner les tendances à la baisse du secteur de la pêche, dont la participation a été multipliée par six au cours des 20 dernières années.
Les conditions climatiques fluctuantes affectent directement la disponibilité de la biomasse et, ajoutées aux caractéristiques technologiques, matérielles et infrastructurelles des entreprises, configurent les possibilités de l'activité : l'obsolescence des équipements et les difficultés de renouvellement et de modernisation technologique de leurs unités ; déficit d'infrastructures de débarquement et de conservation ; et la taille et les caractéristiques de la flotte ne sont pas adéquates pour une exploitation efficace et rentable. L'absence de politiques définies pour l'appui technique, de crédit et de formation se fait sentir, en particulier pour l'activité artisanale qui a un potentiel inexploité.

### Élevage
Les éleveurs du département mettent l'accent sur l'élevage de volailles, de chèvres et de bovins. Sous-produit de l'élevage, il convient de souligner le développement durable et prestigieux de l'industrie de la chaussure à La Libertad, l'une des meilleures du pays.

### Transports
- Projet : Chemin de fer interocéanique frontalier Salaverry (Pérou) à Leoncio Prado  (Brésil), du projet géopolitique bioocéanique Pérou-Brésil (FERRIPEB), avec projection vers la ville de Cruzeiro Do Sul dans l'État d'Acre (Brésil), avec la loi no 29613, qui déclare le projet d'utilité publique et d'intérêt national.
- Ports fluviaux et maritimes : Puerto Salaverry, Puerto Malabrigo et Puerto Pacasmayo.
- Aéroports : Capitaine FAP Aéroport international Carlos Martínez de Pinillos (Trujillo).
- Réseau routier : Le département est traversé dans le sens nord-sud par la route panaméricaine.